# Ajax (programmering)
 For alternative betydninger, se Ajax. (Se også artikler, som begynder med Ajax)
Ajax eller AJAX (en forkortelse for Asynkron JavaScript og XML) er en webudviklingsteknik til at udvikle interaktive webapplikationer. Idéen er at gøre websider mere reaktionsdygtige ved at udveksle små mængder af data mellem klienten og serveren, så hele siden ikke skal genindlæses, hver gang brugeren laver en forespørgsel. Formålet med dette er at øge websidens interaktivitet, hastighed og brugervenlighed.

## Omfattede teknologier
Ajax-teknikken bruger en kombination af:
- XHTML (eller HTML) og CSS til opmærkning og stilinformation.
- DOM styret med et klient-side scriptsprog, især implementeringer af ECMAScript, som f.eks. JavaScript og JScript, til dynamisk at vise og interagere med den præsenterede information.
- XMLHttpRequest-objektet bruges til at udveksle data asynkront med webserveren. I nogle Ajax-miljøer bruges i visse tilfælde et IFrame-objekt i stedet for XMLHttpRequest-objektet til at udveksle data, mens der i andre implementeringer benyttes dynamisk tilføjede scriptkald.
- XML bruges typisk som format til at overføre data mellem server og klient, men ethvert sprog kan bruges, inkl. formatteret HTML eller ren tekst. Disse filer kan genereres dynamisk af et server-side script.

Ligesom DHTML og LAMP er Ajax ikke en teknologi i sig selv, men en betegnelse for brugen af en gruppe af teknologier.